# Mengyueba
Mengyueba (Mengyueba yizhi 勐约坝遗址 Mengyueba site) ist ein archäologischer Fundort aus der Bronzezeit. Er liegt in der Nähe des Dorfes Bengqiang 崩强村 der Gemeinde Xishan 西山乡 von Luxi, Autonomer Bezirk Dehong der Dai und Jingpo, in der chinesischen Provinz Yunnan im Tal des Flusses Long Jiang 龙江. Er wird auf eine Zeit von 3000 bis 2000 vor heute datiert. Starke Beachtung fanden seine Keramikbrennöfen.